# Gentiana liangshanensis
Gentiana liangshanensis là một loài thực vật có hoa trong họ Long đởm. Loài này được Z.Y.Zhu mô tả khoa học đầu tiên năm 1991.